# Luigi Arrigoni
Luigi Arrigoni (ur. 2 czerwca 1890 w Morimondo, zm. 6 lipca 1948 w Limie) – włoski duchowny rzymskokatolicki, arcybiskup tytularny, dyplomata papieski.

## Biografia
18 stycznia 1922 otrzymał święcenia prezbiteriatu.
31 maja 1946 papież Pius XII mianował go nuncjuszem apostolskim w Peru oraz arcybiskupem tytularnym apamejskim. 28 lipca 1946 przyjął sakrę biskupią z rąk kardynała-biskupa Velletri Clemente Micary. Współkonsekratorami byli urzędnik Sekretariatu Stanu abp Angelo Rotta oraz urzędnik Świętej Kongregacji ds. Kościołów Wschodnich abp Antonino Arata.
Arcybiskup Arrigoni był nuncjuszem apostolskim w Peru do śmierci 6 lipca 1948.